# Тістол Олег Михайлович
Тістол Олег Михайлович (25 серпня 1960, Врадіївка, Миколаївська обл., Україна, СРСР) — український художник, представник українського необароко, один з лідерів «Нової української хвилі».

## Біографія
Олег Тістол народився у селищі Врадіївка Миколаївської області у сім'ї Михайла Федоровича Тістола, вченого-агронома. 1970 року його мати Болгаріна (Тістол) Валентина Сергіївна отримала посаду начальника обласного управління культури, і Олег з батьками переїхав до Миколаєва. 
Свою художню освіту розпочав 1972 року в дитячій художній школі. 1974 року вступив до Республіканської художньої середньої школи ім. Т. Г. Шевченка на відділення живопису і переїхав до Києва. У 1978—1979 роках працював художником-шрифтовиком у Миколаївському художньому фонді. З 1979 до 1984 року навчається у Львівському державному інституті декоративно-прикладного мистецтва. З 1984 до 1986 року проходить військову службу в військовій частині Макаров-1, де познайомився з Костянтином (Вінні) Рєуновим.
1988 року одружився з художницею Мариною Скугарєвою.
На 1-й радянсько-американській виставці «Совіарт» Олег Тістол познайомився з художником Дмитром Канторовим, який запросив його до московського сквоту «Фурманний провулок». Наприкінці 1988 року Тістол та Рєунов у співпраці з куратором Ольгою Свібловою почали презентувати свої роботи у Глазго, Рейк’явіку, Гельсінкі тощо. Від 2002 до 2009 року працював із куратором Ольгою Лопуховою, спільний проєкт — «Худфонд» (2009).
З 1993 року живе і працює у Києві.

## Творчість
Творчість Олега Тістола (живопис, масштабні інсталяційні проєкти, фотографії, скульптура та художні об'єкти) з кінця 80-х відзначена у центрі активного поля сучасної культури, про що свідчить постійна участь у міжнародних художніх подіях.

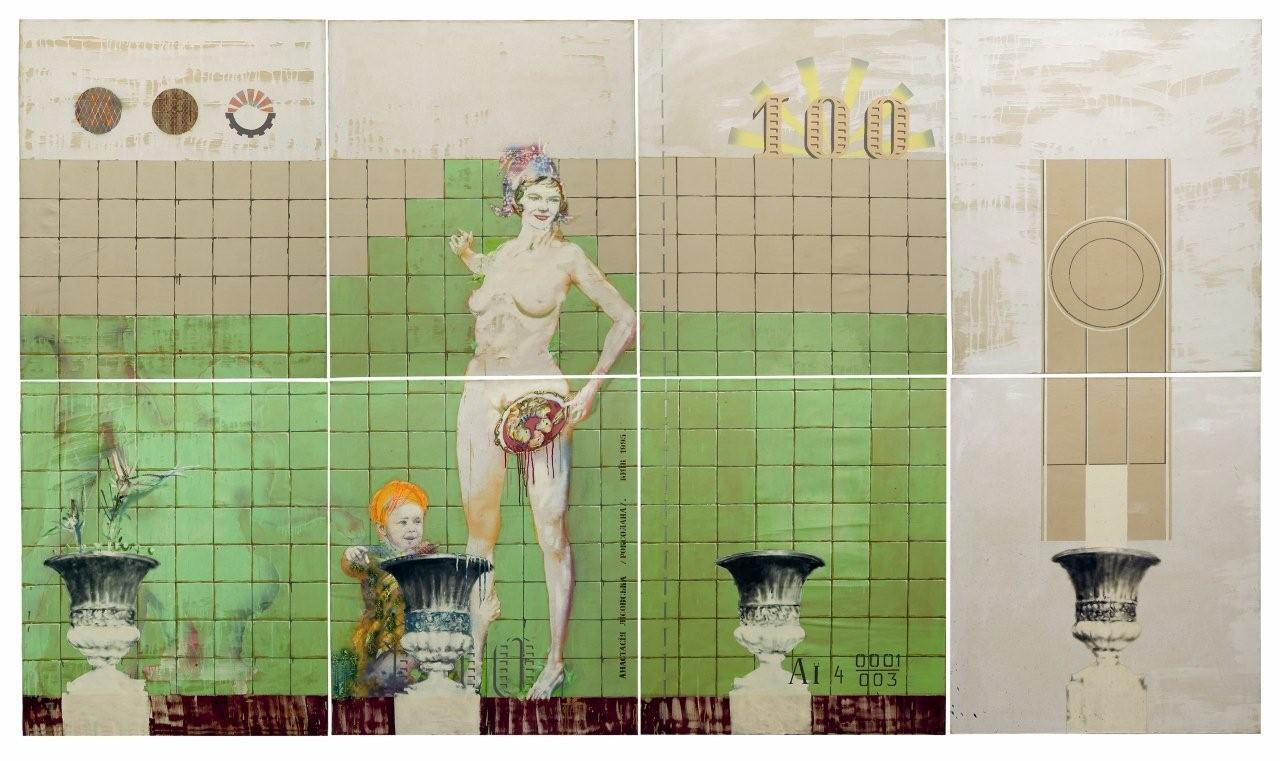
Проєкт українських грошей. Роксолана. Полотно, олія, 280х480см, 1995

У мистецтві Тістола, яке виникло на межі радянської та пострадянської доби, синтезовано перегляд кліше радянської культури і саме та життєрадісність, феєричність, що визначали сутність української «нової хвилі». Поєднуючи у своїх творах національні і радянські символи, міфи або ж утопії, Тістол відкрив для себе те, що зветься симулякром — «копію без оригіналу»: ту парадоксальну самодостатність радянської «наочної агітації» як замінника фіктивних речей, що несподівано пов'язує її з попартом. Тістола зацікавив її формально-естетичний аспект — трафарети, растри, зафарбовані площини.
Ранні роботи Тістола — великі за розміром картини «Возз'єднання»(1988), «Прощання слов'янки» (1989), «Вправа з булавами» (1989), «Зиновій-Богдан Хмельницький» (1989) — репрезентували характерні риси «української нової хвилі» : яскраву експресивність, розкутість, підкреслену надмірність у поєднанні з поставангардною інтерпретацією історичних сюжетів, образів, мотивів національної культури.
У 1987 році Олег Тістол і Костянтин Рєунов проголосили програму — «Межа зусиль національного постеклектизму», де головною метою було прагнення окреслити національний простір як тему для відтворення, оновлення і переусвідомлення художньої мови, традицій мистецтва та основ живопису. Об'єднані ідеєю «боротьби за красу стереотипу», вони загострили художню дискусію на «українському бароко» як на переламній й власне вирішальній добі вітчизняної історії, де особливо красномовним є радянський досвід і те «національне підсвідоме», що визначає стрижень світосприйняття та естетичних пріоритетів. Двозначність цих стереотипів постала як драма культури, як її традиційні риси.
З 1984 року Тістол розпочав роботу над «Проєктом українських грошей». Проєкт розтягнувся до 2001 року (на початку 90-х років до нього приєднався Микола Маценко): з малюнків і офортів він перетворився на монументальні панно та інсталяції. У проєкті Тістола банкноти унаочнено як категорію культурно-символічну, котра не тільки фіксує історію державності (у 1918 році дизайн українських карбованців розробляли видатні художники Г.Нарбут, М.Бойчук, О. Богомазов), але й віддзеркалює головні риси сучасності. У цьому проєкті банкнот історичні «українські бренди» — легендарну Роксолану, гетьманів, вершників-козаків, геральдичні фігури й псевдобарокові візерунки — подано крізь радянську естетику трафаретів та кліше. Примари національного міфу занурено художником у визначеність «прокреслених царин» сучасного ринку.

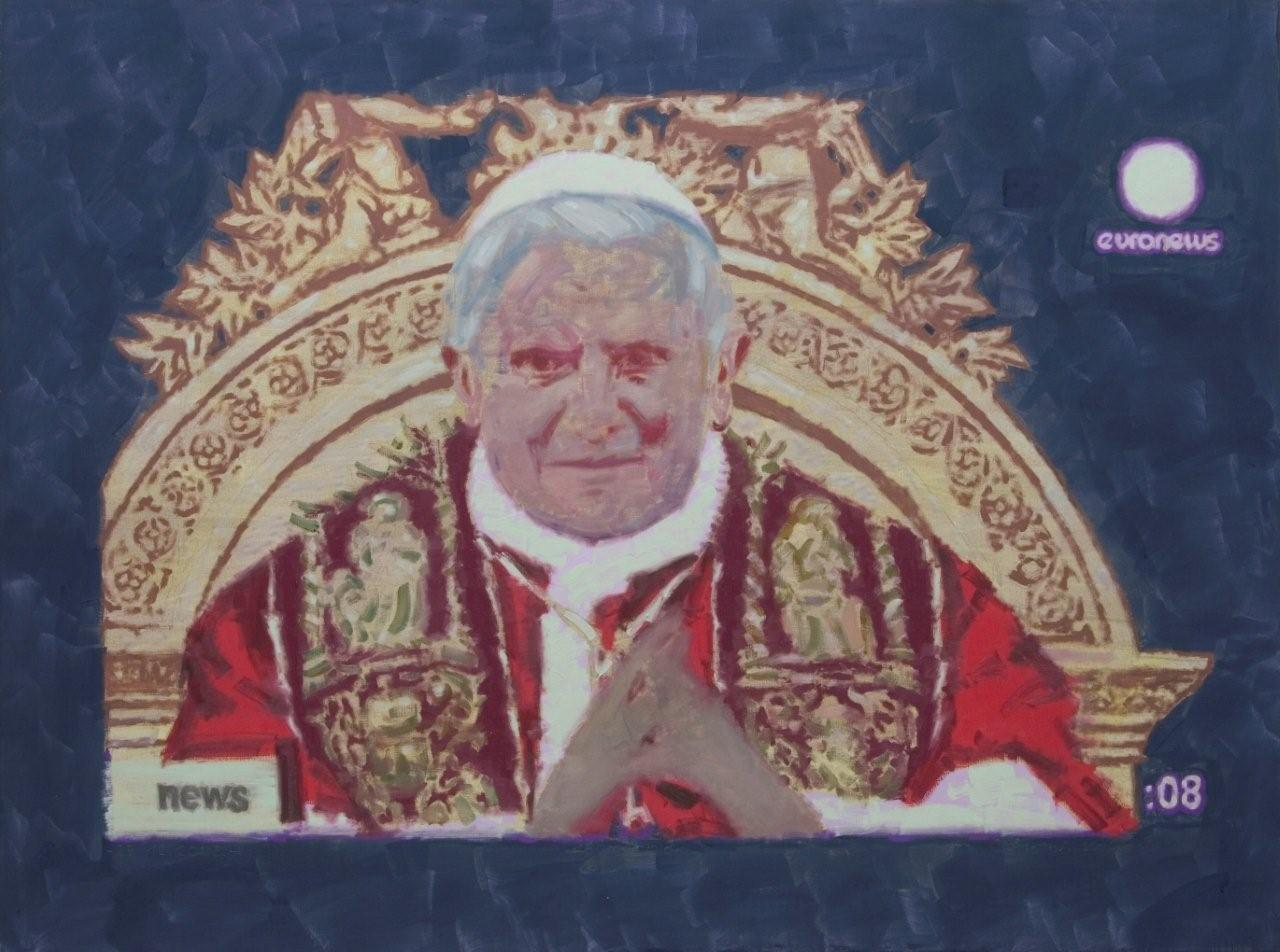
TV + Реалізм. 25.12.2009. Полотно, олія, 150 х 200 см, 2009

Паралельно, з середини 90-х, разом з Миколою Маценком, Олег Тістол розробляє ідею «Нацпрому» — дослідження національних стереотипів, зафіксованих у предметному середовищі. У спільних з Маценком проєктах «Музей Ататюрка», «Музей архітектури», «Музей України», «Мать городов», де поєдналися живопис, фотографія та художні об'єкти, архітектура постає як декорація до життєвих вистав. Через фільтри авторського бачення — загальновідомі та й пересічні споруди стають фата-морганою навзамін новітнім будівничим фантазіям. Роботи художників привертають увагу до такої надзвичайно актуальної в Україні теми, як маніпуляція історичною спадщиною, популярність «архітектурних реконструкцій», що заповнюють історичну забудову міста стилізованими муляжами.
Тему «стереотипів» продовжено Тістолом також у циклі картин «Національна географія», де задіяно проблему автентичності й глобалізації. Матеріалом слугували старі ілюстровані журнали з фотографіями «народів світу». Тут національну екзотику розглянуто як актуальну стратегію «продажу локальних брендів на глобальному ринку».

Події Помаранчевої революції 2004 року, коли, стежачи за розвитком політичної ситуації, уся країна ані на мить не відходила від телеекранів, стали для Тістола імпульсом до створення власної версії «постмедійної картини» — проєкту «TV + Реалізм». Художника зацікавили метаморфози, яких зазнає образ на екрані, перетворюючи людську індивідуальність на плаский медійний імідж. Переносячи телезображення на полотно, художник витворює їх як готові об'єкти, що здатні перетворюватись на подвійну ілюзію, коли ілюзорність живопису помножено ілюзорністю екрану. 

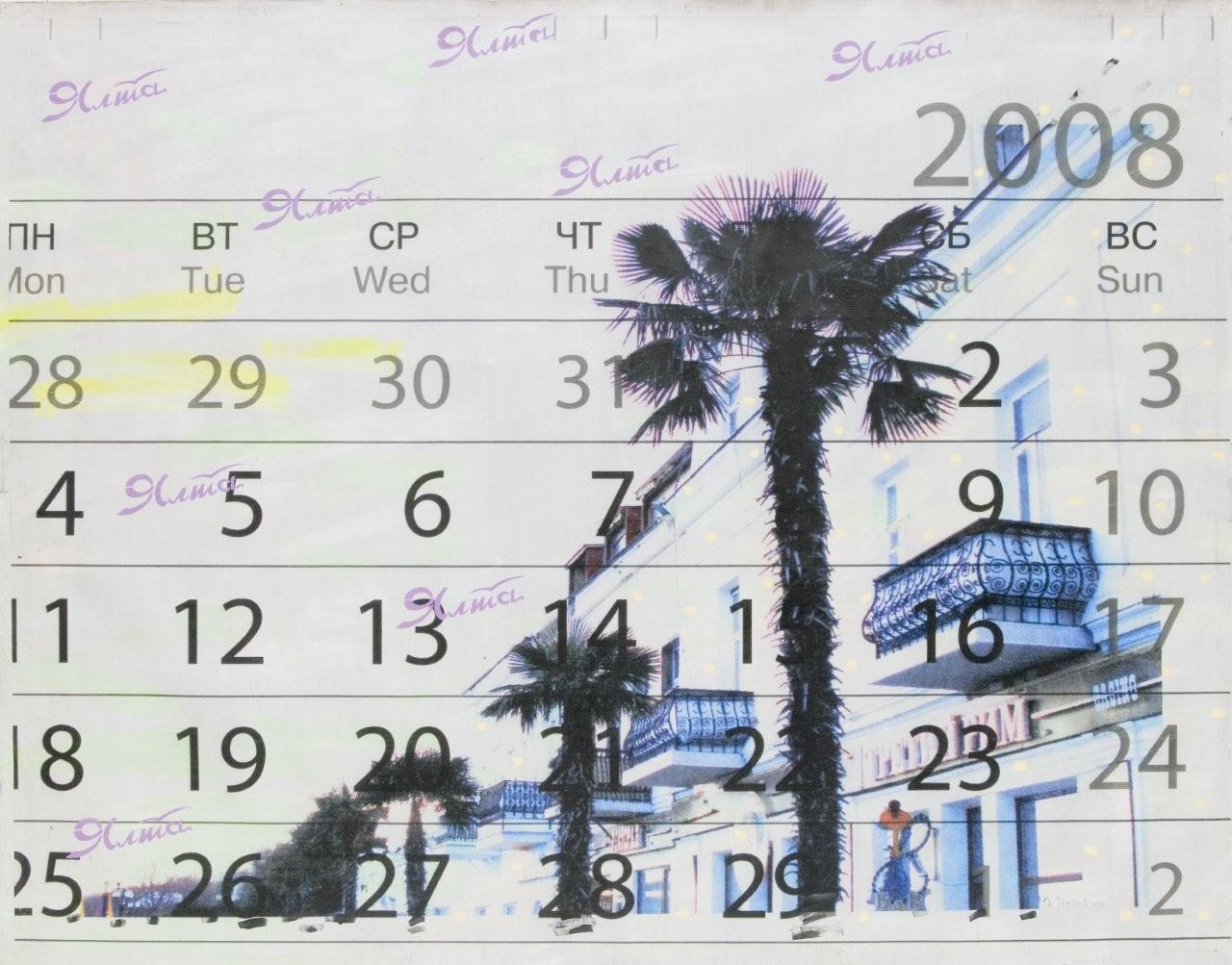
Ю.Бе. Ка. Третій Рим. Полотно, акрил, фотопринт, 185х240 см, 2009

Переводячи «телекартинку» у формат полотна, користуючись принципом розкладу частот, піксельною природою медіазображення, художник підносить її до традицій сюжетного живопису, вибудовуючи простір полотна за її класичними законами.
Цикл картин Тістола «Гори» демонструє його метод роботи зі стереотипом. Розпочатий в 1987-му році проєкт складають серії «Пейзаж», «Синай», «Кавказ», «Казбек» та «Арарат» (2002—2008). Всі роботи циклу побудовано за єдиним принципом: на полотнах, перекритих смугами локального кольору, реалістично виписано гірські вершини, а зверху нанесено трафаретні орнаменти. Лаконічні «Гори» Тістола сповнені грою змістових значень, символів та шифрів. Цей цикл має свою історію: картинка на пачці цигарок «Казбек» — цитата відомого твору художника Є. Лансере. З позахудожнього, побутового простору Тістол повертає «картинку» у простір нової картини, але не як спрощений повтор, а як певний знак, у якому закодовано художні й нехудожні змістові алюзії.
Над проєктом «Ю. Бе. Ка» — «Южный Берег Крыма» — Тістол працює з 2006 року. У пошуку стереотипів художник знаходить їх у звичному оточенні. Головний сюжет — пальми на кримському узбережжі. Тут продовжено тему «національної географії», де Крим — символ місця відпочинку, нескінченних вакацій, достеменний рай. Художника приваблює те рукотворне середовище, яке робить пейзаж складовою культури. Адже пальми — не автентичне дерево Криму, їх були привезено сюди у XX сторіччі заради формування кримського «нового стереотипу». У «Ю.Бе. Ка» використано техніку фотографії, живопису й рисунку, які невимушено перетікають одне в одне. До проєкту увійшли живописні полотна й цикли принтів; за тло правлять сторінки шкільних зошитів, побіжні нотатки, випадкові начерки, чеки супермаркетів, рахунки з готелів та пралень, листівки, банери колишніх виставок, авіаквитки.

## Бієнале
- 2001 — 49-й Венеціанський бієнале.
- 1996 — Московський Міжнародний фотобієнале «Інтерфото».
- 1994 — 22-й Бієнале у Сан-Паулу.

## Колекції
- PinchukArtCentre, Київ, Україна.
- Зібрання (колекція) образотворчого мистецтва Градобанку, Київ, Україна.
- Музей Стеделек, Амстердам, Нідерланди.
- Колекція Нортона Доджа, США.
- Музей історії Москви, Росія.
- Міністерство культури Туреччини, Анкара.
- Фонд Christoph Merian Stiftung, Базель, Швейцарія.

## Громадська позиція
У червні 2018 підтримав відкритий лист діячів культури, політиків і правозахисників із закликом до світових лідерів виступити на захист ув'язненого у Росії українського режисера Олега Сенцова й інших політв'язнів.

## Виноски
1. ↑  Project van de Slag bij Poltawa
2. ↑  Тістол Олег  Михайлович. logos-ukraine.com.ua. Процитовано 3 липня 2020.
3. ↑  Олег Тістол, художник, один із лідерів "української нової хвилі". www.ukrinform.ua (укр.). Процитовано 3 липня 2020.
4. ↑  Скляренко Г. «Телереалізми» Олега Тістола // Образотворче мистецтво. — 2009. — № 2.
5. ↑  Б. Гройс
6. ↑  Скляренко Г. «Пальми для Роксолани»// Вступна стаття до каталогу: Олег Тістол. Ю.Бе. Ка. — К., 2008.
7. ↑  Світові інтелектуали закликають політиків бойкотувати ЧС доки Росія не звільнить українських політв’язнів [Архівовано 23 червня 2018 у Wayback Machine.] 06.06.2018